# ماكوريا
ماكوريا (بالإنجليزية: Macouria)‏ هي إحدى بلديات دائرة كايين بغويانا الفرنسية، وتقع في منتصف الطريق بين كايين وكوروا. تبلغ مساحتها 3775 كيلومتر مربع ويقدر عدد سكانها ب 8286 نسمة.